# Bistum Cornélio Procópio

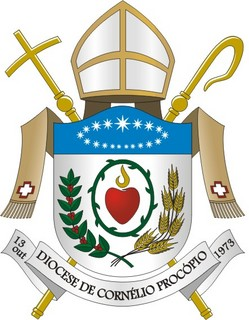

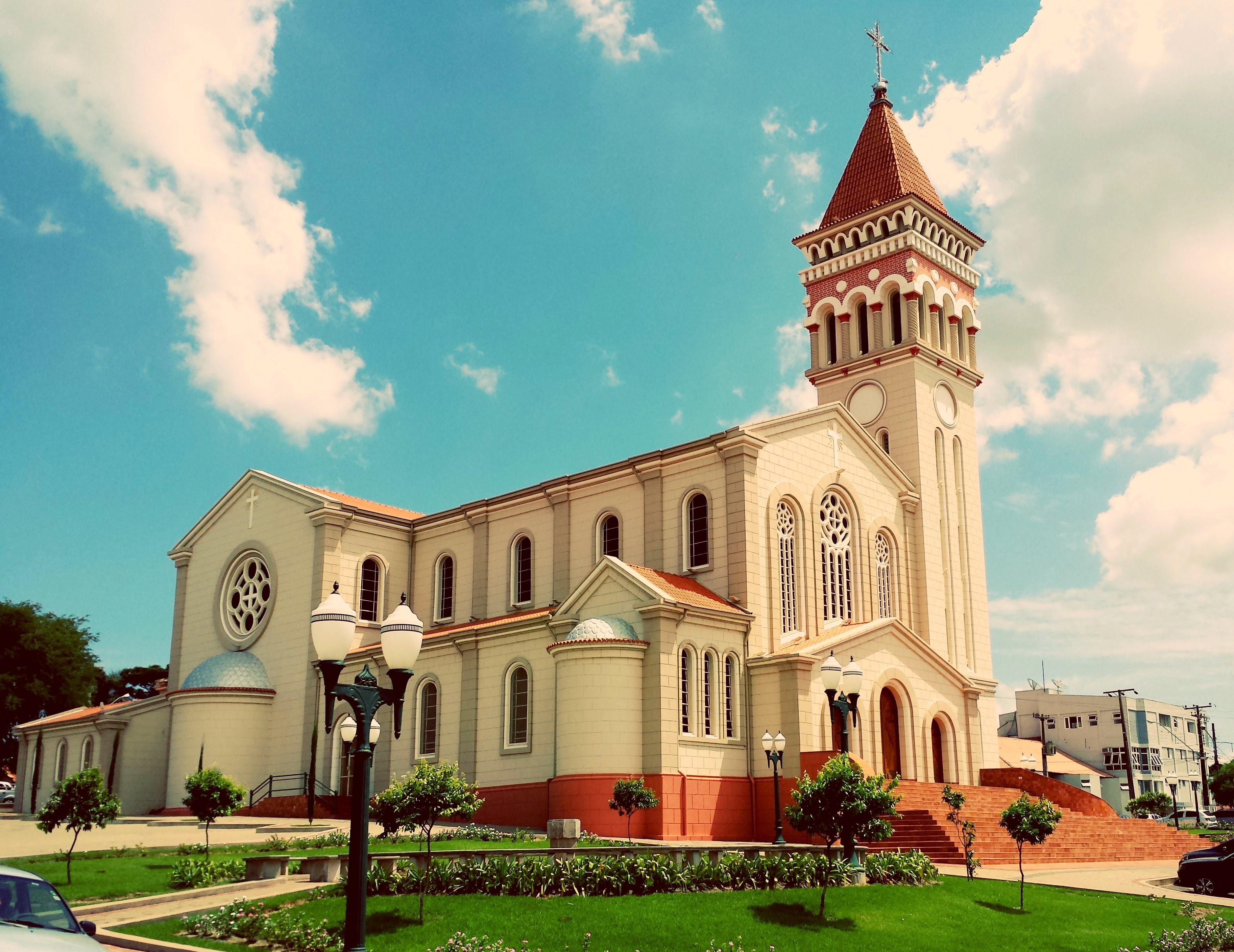

Das Bistum Cornélio Procópio (lat.: Dioecesis Procopiensis) ist eine in Brasilien gelegene römisch-katholische Diözese mit Sitz in Cornélio Procópio im Bundesstaat Paraná.

## Geschichte
Das Bistum Cornélio Procópio wurde am 26. Mai 1973 durch Papst Paul VI. mit der Apostolischen Konstitution Votis et precibus aus Gebietsabtretungen des Bistums Jacarezinho errichtet und dem Erzbistum Curitiba als Suffraganbistum unterstellt. Am 31. Oktober 1970 wurde das Bistum Cornélio Procópio dem Erzbistum Londrina als Suffraganbistum unterstellt.

## Bischöfe von Cornélio Procópio
- José Joaquim Gonçalves, 1973–1979
- Domingos Gabriel Wisniewski CM, 1979–1983, dann Bischof von Apucarana
- Getúlio Teixeira Guimarães SVD, 1984–2014
- Manoel João Francisco, 2014–2022
- Marcos José dos Santos, seit 2022